# Beïda Chikhi
 (juillet 2023).
Si vous disposez d'ouvrages ou d'articles de référence ou si vous connaissez des sites web de qualité traitant du thème abordé ici, merci de compléter l'article en donnant les références utiles à sa vérifiabilité et en les liant à la section « Notes et références ».
Beïda Chikhi est une universitaire franco-algérienne née en Algérie.

## Biographie
Professeur émérite de Sorbonne Université, Beïda Chikhi, Docteur d'état ès lettres, a été directrice du Centre international d'études francophones à Paris IV-Sorbonne et de la Collection Lettres francophones aux Presses de l'Université Paris-Sorbonne (PUPS), de 2003 à 2012. Elle a initié et dirigé plusieurs programmes de recherches dont, notamment, « Imaginaires et poétiques de l’Histoire » et  « Littérature et épistémologie ». Ces programmes développent les grandes problématiques francophones, éclairant de manière différente les perspectives théoriques qu’offrent la poétique, l’histoire, l’anthropologie et la psychanalyse. Ils se concrétisent dans un réseau international de cotutelles de thèses, colloques, tables rondes, journées d’études et publications en partenariat, notamment avec les chercheurs de la Sorbonne organisés en Association des Chercheurs en Littératures Francophones.
Beïda Chikhi a participé au lancement de la base de donnés LIMAG (Littératures du Maghreb) et à la conception du Bulletin de liaison des littératures du Maghreb, édité par la CICLIM (Coordination internationale des chercheurs en littérature maghrébine).

## Parcours
- 2012 - , Sorbonne-Université, Professeur émérite..
- 2003 - 2012, Université Paris IV – Sorbonne, titulaire de la chaire de francophonie, directrice du CIEF et de la collection Lettres francophones aux PUPS.
- 1998 - 2003, Université Marc Bloch - Strasbourg II : titulaire de la chaire de Francophonie.
- 1991 - 1998, Université Paris XIII : Maître de conférences 1re cl. Littérature générale et comparée
- 1983 - 1991, Université d’Alger: Maître de conférences
- 1979 - 1983, Université d’Alger: Maître–assistante titulaire

## Œuvres

### Poésies
- « Tarocco », suite poétique, 12x2, Poésie contemporaine des deux rives, Alger-Marseille, 2007
- « Amance bleue », suite poétique, OSIRIS, no 66, Old Deerfield, Massachusetts, 2008
- « Code secret », suite poétique, OSIRIS, no 74, Old Deerfield, Massachusetts, 2012

### Principaux ouvrages
- Problématique de l'écriture dans l'œuvre de Mohamed Dib, Alger, OPU, 1989
- Les Romans d'Assia Djebar, Alger, OPU 1989, rééd. 2000.
- Maghreb en textes. Écriture, histoire, savoirs et symbolisme, Paris, L'Harmattan, 1996
- Littérature algérienne. Désir d'histoire et esthétique, Paris, L'Harmattan, 1998
- Assia Djebar : Histoires et fantaisies, Paris, PUPS, 2006

### Direction d'ouvrages collectifs
- « Kateb Yacine », Actes du colloque de l’Université d’Alger, OPU, 1991.
- Jean, Taos, et Fadhma Amrouche, relais de la voix, chaîne de l’écriture, Paris, L’Harmattan, 1998.
- « Passerelles francophones I. Europe et Québec », Vives Lettres no 10, revue l’Université Marc Bloch - Strasbourg II, 2e sem. 2000.
- « Passerelles francophones II. Afrique et Antilles », Vives Lettres no 11, revue de l’Université Marc Bloch - Strasbourg II, 1er sem. 2001.
- Destinées voyageuses : La Patrie, la France, le Monde, Paris, PUPS, 2006.
- L'Écrivain masqué, suivi d'un entretien avec Patrick Chamoiseau, Paris, PUPS 2008
- Figures tutélaires, textes fondateurs. Francophonie et héritage critique, Paris, PUPS 2009.

### Ouvrages en codirection
- L’Algérie, ses langues, ses lettres et ses histoires. Balises pour une histoire des lettres algériennes, Blida (Algérie), éditions Tell, 2000
- L’Europe et les Francophonies, Actes du colloque de Strasbourg, 2000, Bruxelles, P.I.E. Peter Lang, 2005.
- Les Écrivains francophones, interprètes de l’Histoire. Entre filiation et dissidence, Actes du Colloque de Cerisy-la-Salle, 2003. Bruxelles, P.I.E. Peter Lang, 2006.
- Villes, vies et visions, les villes propriétés des écrivains, Actes du colloque de Paris-Sorbonne- Abu Dhabi, PSUAD. Paris, L’Harmattan¸ 2012.
- Kateb Yacine au cœur d'une histoire polygonale[7], Rennes, PUR, 2014.
- Nabile Farès, un passager entre la lettre et la parole. Alger, Editions KOUKOU, 2017.

### Contributions (sélection)
- « La parole tournante méditerranéenne. Expressions littéraires et artistiques : l’exemple de l’Algérie », « Méditerranée », Aire régionale géographique, Éditions de l’UNESCO et de l’Association internationale de sociologie, programme Méditerranée, 2001.
- « Jean Amrouche, l’intellectuel fantaisiste », « Politique et style », Balises, Cahiers de poétique, Bruxelles, AML - Archives et Musée de la Littérature, 1-2, 2002.
- « Mohammed Dib : pour une poétique du secret », « La crise de vers », Balises, Cahiers de poétique,  Bruxelles, AML - Archives et Musée de la Littérature, 3-4, 2003.
- « Motifs et effets proustiens : une leçon de polyphonie dans le roman francophone du Maghreb », Marcel Proust aujourd’hui, Dir. Luc Fraisse, Amsterdam, Société Internationale Marcel Proust, Rodopi, 2003.
- « Alger des amours secrètes », Orients littéraires, mélanges offerts à Jacques Huré, Paris, Honoré Champion, 2003.
- « Oran, langue morte : au-delà de la passion meurtrière », Balises, Cahiers de poétique, AML - Archives et Musée de la Littérature, 5 - 6, Bruxelles, 2005.
- « L’Histoire en sons et lumières », Les Écrivains francophones, interprètes de l’Histoire. Entre filiation et dissidence. Actes du Colloque de Cerisy-la-salle 2003. Bruxelles, P.I.E. Peter Lang, 2006.
- « Le pérenne et l’éphémère : synthèse de la temporalité dans l’écriture du Journal d’Henry  Bauchau, Passage de la bonne-graine », Histoire, Mémoire, identité dans la littérature non fictionnelle. L’exemple belge. Dir  Annamaria Lsserra, Bruxelles, P.I.E. Peter Lan5.  2004.
- « Un divan pour en finir avec l’absence ou le temps retrouvé dans le roman algérien », in Le roman français et francophone après 1950. Mélanges offerts à Karin Holter. Romansk forum no 20, juin 2005, Klassisk og romansk institutt, universitetet i Oslo.
- « Francophonie ? dit-elle », in La francophonie aujourd’hui, Réflexions critiques,  Karin Holter  et Ingse Skattum (éd.), coll. « Langues et développement », Paris, L’Harmattan, 2008.
- « Une visite dans l’atelier itinérant d’Assia Djebar », in Assia Djebar : l’Amour, la fantasia – avant et après, L’Esprit créateur, winter 2008, vol. 48, no 4, Johns Hopkins University Press.
- « Dans le secret d’une cassolette, un héritage par naturelle filiation », in L’Arabie heureuse, RLC Revue de littérature générale et comparée, Klincksieck,  janvier-mars 2010.
- « Nédim Gürsel, exil, amance et culture du détail », in Hommage à Nédim Gürsel, Istanbul, Revue de langue et littérature françaises de l’université de Galatasaray, 2011.
- « Tête à texte pour une déclinaison de l’étrange »   in  Analyse et enseignement des littératures francophones. Tentatives, réticences, responsabilités. Dir. Marc Quaghebeur, Bruxelles, P.I.E. Peter Lang, 2008.
- « Histoire et filiation dans les littératures du Maghreb », in Histoire des relations entre juifs et musulmans, des origines à nos jours, Dir. Abdelwahab Meddeb, Benjamin Stora, Paris, Albin Michel, 2011.
- « La Beauté ou la voie royale de la transmigration littéraire : Apulée, Kateb Yacine, Jean Amrouche, Giuseppe Ungaretti » , in  L’Europe et la francophonie, Dir. Marina Geat, Roma, Anicia, 2011.
- « Dove sono ? Per una pedagogia del luogo di vita », in Diversità e inclusione : le sfide dell’università per un nuovo umanismo, a cura di Anna Maria Favorini, Pasquale Moliterni, Libreria Editrice Vaticana, 2015.
- « L’Algérie, la postindépendance, l’effervescence cosmopolite et la littérature », in International Journal of Francophone Studies, Volume 19, Dir. Margaret Majumdar, University of Portsmouth. March 2016.
- « Des Revenants et de leur agrément par le texte », inAbdelwahab Meddeb ou des itinéraires  d’un « passeur de cultures », Expressions maghrébines, Dir. Réda Bensmaia, Tulane University, 2020[8].
- « The Poem as Conductor ; Melodic Lines in the Work of Kateb Yacine », in North African Poetry in French, numbers 137-138, Dir. Thomas C. Connolly, Yale French Studies, 2021.

### Éditions de textes
- « Dulle Griet » de Dominique Rolin, 2e édition, Préface[9], Bruxelles, Labor, 2001
- « La Soif » d' Assia Djebar, 2e édition, Postface, Alger, Barzakh, 2017
- « L'Etrave » de  Nabile Farès, Préface, Alger, Barzakh, 2017

### Entretiens
- Pluralité culturelle et enjeux identitaires, entretien vidéo avec Nabil Al Jabbar. Fondation Maison des sciences de l'Homme, Averroès, AAR, Archives audiovisuelles de la recherche, 2009.
- « Francophonie et cosmopolitisme », entretien avec Stefania Cubeddu, Regards sur le cosmopolitisme européen, Europe des cultures, Bruxelles, P.I.E. Peter Lang, 2011.
- «  Nedjma, métaphore de l'Algérie", entretien radiophonique avec Abdelwahab Meddeb, Cultures d'Islam, France Culture 16 mars 2012

### Préfaces
- Contrechamps tragiques. Contribution antillaise à une théorie du littéraire. Anne Douaire, Paris, PUPS, 2004. Préface.
- « Où apparaît un fantastico séduisant et subtil », Le fantastique francophone, IRIS, Les Cahiers du GERF, Centre de recherche sur l’imaginaire, Grenoble 3, no 26, 2004. Avant-propos.
- Assia Djebar, lecture et pratique de l’histoire, Giuliva Milo, Bruxelles, Peter Lang, 2007. Préface.
- La Femme au livre, Anne-Marie Nahlovsky, Paris, L’Harmattan, 2010. Préface.
- L’Europe et la francophonie, Marina Geat, Roma, Anicia, 2011. Préface.
- Lettres francophones en chronotopes. Actes du colloque international de l’ACLF, Paris, L’Harmattan, 2011. Préface.
- ·Lounis Ait Menguellat et Tahar Djaout, temps clos et ruptures spatiales, Ali Chibani, Paris, L’Harmattan, 2011, 2e édition, Alger, Koukou, 2012, Préface.
- La mer en texte, la mer en classe, Dir. Marina Geat et Viviane Devriérèse, Roma, Aracne editrice.it. 2015. Préface.
- L’Algérie sous la plume d’Assia Djebar, Actes du colloque de l’Université de Cagliari, EUR, Edizioni UniversitarieRomane, 2016.  Préface.
- Poésie francophone de Louisiane à la fin du XXe siècle, Jean-François Caparroy, Bruxelles, P.I.E. Peter Lang, 2017. Préface.
- Simenon et Fellini. Paradoxes et complicités épistolaires, Marina Geat, Paris, L’Harmattan, 2019. Préface.
- La Méditerranée se colore de noir, Yasmina Khadra, Andreu Martín et Giorgio Todde, Claudia Canu-Fautré, P.I.E. Peter Lang, 2020. Préface.

### Hommage
- Isthmes francophones. Du texte au chants du monde. Mélanges offerts à Beïda Chikhi.  Anne Douaire Banny (Dir.), Paris, PUPS, 2012.